# 以色列安全部隊

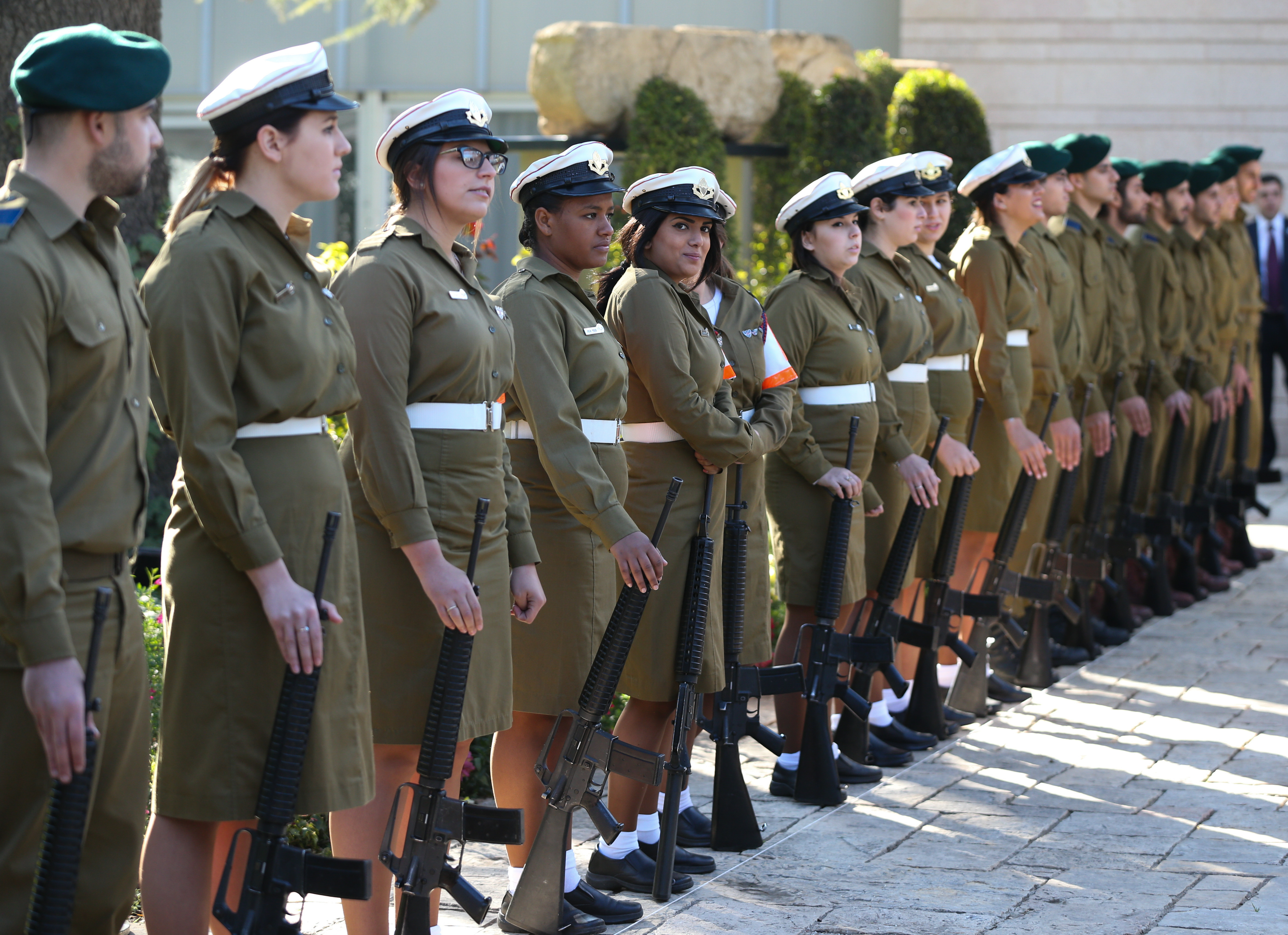
以色列安全部隊立正中

以色列安全部隊（亦稱為以色列安全機構，希伯來語：‎，羅馬化：Ma'arechet ha'Bitachon），是以色列各類組織，包括軍隊、執法機構、準軍事組織、政府機構和情報機構的統稱。

## 軍隊
- 以色列國防軍：包括以色列地面部隊、以色列空軍和以色列海軍。

## 警察

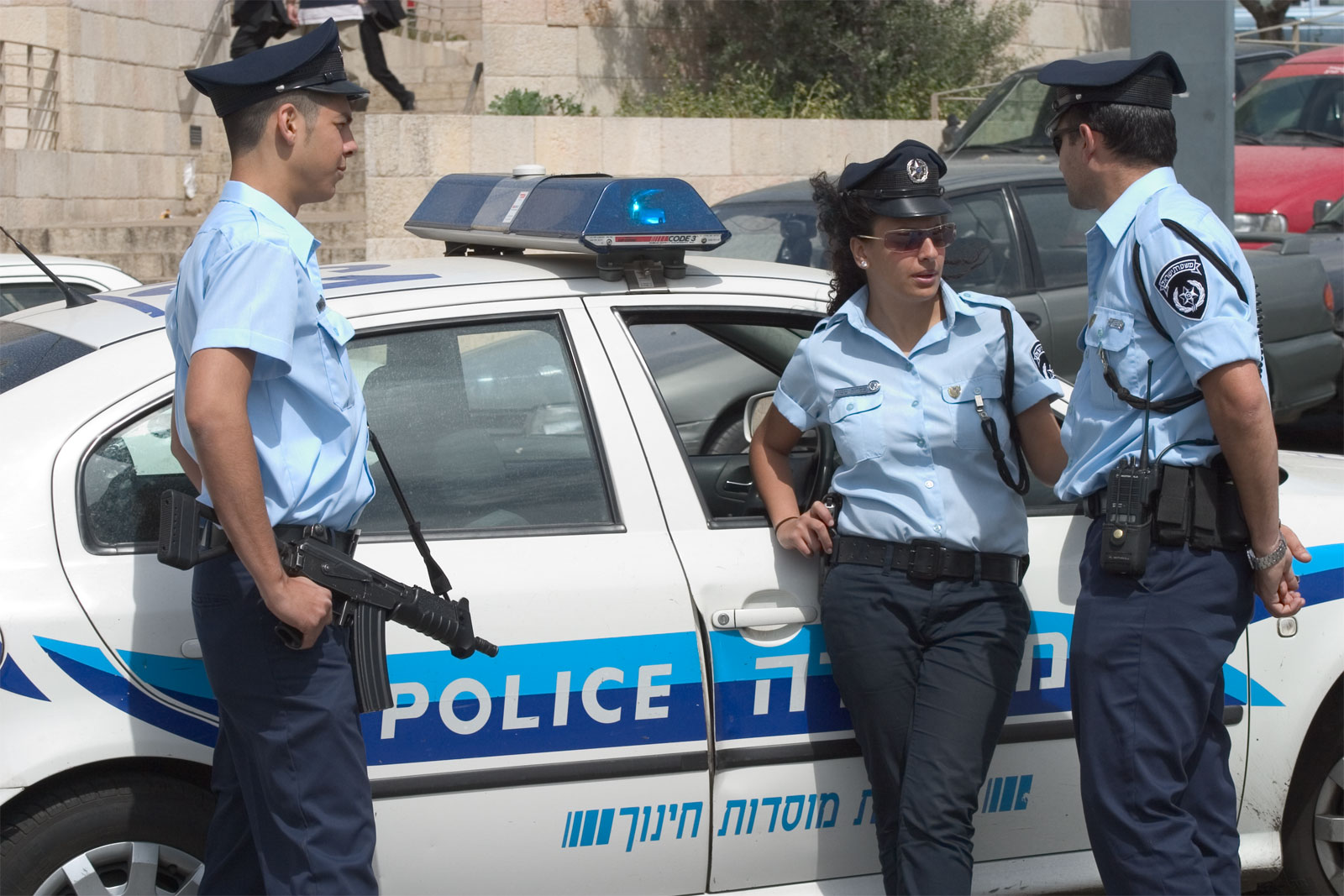
以色列警察和巡邏車

- 以色列警察：一支民事部隊。與世界上大多數其他警察部隊一樣，其職責包括打擊犯罪、交通管制和維護公共安全。
  - 國民警衛隊：以色列公民的志工組織，協助警察的日常工作。其是以色列警察的一個部門。
  - 以色列邊境警察：以色列警察的軍事部門（憲兵）。

## 情報機構
- 辛貝特（以色列國家安全局，希伯來語：‎，羅馬化：Sherut HaBitahon HaKlali），負責內部安全的組織，包括以色列佔領地的安全。
- 摩薩德（情報及特別行動局，希伯來語：‎，羅馬化：HaMosad LeModi'in VLeTafkidim Meyuhadim），以色列主要情報機構。
- 阿曼（以色列軍事情報局，希伯來語：‎，羅馬化：Agaf ha-Modi'in），阿曼提供給以色列總理和內閣全面的國家情報估計，每日情報報告，戰爭風險評估，鄰國目標研究和通信攔截。阿曼還開展跨境代理行動。阿曼是一個獨立的機構，與陸軍，海軍和空軍平等，擁有約7000名工作人員[1]。

## 緊急服務
- 紅大衛盾會：紅大衛盾會由志願者和專業醫療應急人員組成，提供以色列的院前急救需求，包括災害、救護車和血液服務。
- 以色列消防和救援服務：負責撲滅火災和從結構中救出被困人員（範圍從卡住的電梯到倒塌的建築物）。
- 後方司令部：以色列國防軍的一部分。這是一支處理大規模平民災難（如地震、倒塌建築物和城市導彈襲擊）的軍事救援隊。
- 669部隊：以色列空軍的空中醫療撤離單位。
- 11個地方救援隊：分布在戈蘭高地、加利利-卡梅爾、耶斯列谷、撒馬利亞、恩蓋迪、麥吉洛特、古什埃齊翁、阿拉德、內蓋夫、阿拉伯谷和艾拉特-伊洛特。

## 其他組織
- 以色列監獄服務局：以色列監獄服務局，有時稱其為SHABAS，是一個安全組織，是以色列執法系統的組成部分。其主要職責包括在安全和適當的條件下，拘留和羈押囚犯和被拘留者，同時保持他們的尊嚴，滿足他們的基本需求。以色列監獄服務局與相關的國家、地區和市政當局和組織協調工作[2]。
- 議會衛隊：議會有自己的衛隊和迎賓單位，由議會警衛官領導。議會衛隊負責議會大院和建築物的安全。議會警衛官是議會衛隊的指揮官[3]。

## 外部鏈結
- 以色列武裝 （页面存档备份，存于）（非官方網站）
- isayeret.com - 以色列特種部隊資料庫
- 以色列情報遺產中心（希伯來語）
- 辛貝特 （页面存档备份，存于）（FAS）